# Ludwig Augustinsson
Ludwig Augustinsson (Estocolmo, 21 de abril de 1994) es un futbolista sueco que juega en la demarcación de defensa para el R. S. C. Anderlecht de la Primera División de Bélgica. Su hermano Jonathan es también jugador de fútbol.

## Trayectoria
Comenzó su carrera jugando para el IF Brommapojkarna antes de llegar al IFK Göteborg. En junio de 2014 fue traspasado al F. C. Copenhague, aunque no se incorporaría al club hasta enero de 2015. Debutó el 22 de febrero de 2015 en un partido de la Superliga de Dinamarca ante el F. C. Vestsjælland y en su etapa en el club jugó más de cien partidos y ganó en dos ocasiones la Superliga y tres veces la Copa de Dinamarca.
En enero de 2017 se anunció su fichaje por el Werder Bremen para la temporada 2017-18. En la campaña 2019-20 el equipo estuvo a punto de bajar, ya que logró la permanencia en la promoción de ascenso y descenso ante el 1. F. C. Heidenheim 1846 gracias al valor doble de los goles en campo contrario. En el partido de vuelta marcó uno de los tantos de su equipo. La pérdida de categoría acabó llegando el curso siguiente tras 40 años en la 1. Bundesliga.
A raíz de ello ya no volvió a jugar más con el equipo alemán, y el 15 de agosto de 2021 el Sevilla F. C. hizo oficial su incorporación para las siguientes cuatro temporadas. Tras un año en el que jugó 27 partidos, fue cedido con opción de compra al Aston Villa F. C. Esta cesión se canceló a finales de enero e inmediatamente fue prestado al R. C. D. Mallorca para lo que quedaba de temporada. La siguiente volvió a salir cedido, esta vez a un R. S. C. Anderlecht con el que disputó 32 encuentros antes de ser traspasado a este mismo equipo en agosto de 2024.

## Selección nacional
Hizo su debut con la selección de fútbol de Suecia el 15 de enero de 2015 en un encuentro amistoso contra Costa de Marfil en el Estadio Jeque Zayed, partido que finalizó con un resultado de 0-2 a favor del combinado sueco tras los goles de Johan Mårtensson y Marcus Rohdén.
Fue el lateral izquierdo titular de Suecia en la Copa Mundial de Fútbol de 2018 disputada en Rusia. Jugó todos los minutos de su selección en el torneo, en el que llegó hasta los cuartos de final, y marcó un gol en la victoria por 3 a 0 sobre México que valió la clasificación para los octavos de final.

### Participaciones en Copas del Mundo
| Mundial                        | Sede  | Resultado        | Partidos | Goles |
| ------------------------------ | ----- | ---------------- | -------- | ----- |
| Copa Mundial de Fútbol de 2018 | Rusia | Cuartos de final | 5        | 1     |

### Participaciones en Eurocopas
| Copa          | Sede    | Resultado        | Partidos | Goles |
| ------------- | ------- | ---------------- | -------- | ----- |
| Eurocopa 2016 | Francia | Primera fase     | 0        | 0     |
| Eurocopa 2020 | Europa  | Octavos de final | 4        | 0     |

### Goles internacionales
| No | Fecha               | Lugar                                     | Oponente | Gol | Resultado | Competición                        |
| -- | ------------------- | ----------------------------------------- | -------- | --- | --------- | ---------------------------------- |
| 1. | 27 de junio de 2018 | Ekaterimburgo Arena, Ekaterimburgo, Rusia | México   | 1–0 | 3–0       | Copa Mundial de Fútbol de 2018     |
| 2. | 28 de marzo de 2021 | Estadio Fadil Vokrri, Pristina, Kosovo    | Kosovo   | 0-1 | 0-3       | Clasificación para el Mundial 2022 |

## Estadísticas

### Clubes
| Club                       | País       | Año       | Partidos | Goles |
| -------------------------- | ---------- | --------- | -------- | ----- |
| IF Brommapojkarna          | Suecia     | 2011-2012 | 31       | 2     |
| IFK Göteborg               | Suecia     | 2013-2014 | 42       | 1     |
| F. C. Copenhague           | Dinamarca  | 2015-2017 | 108      | 5     |
| Werder Bremen              | Alemania   | 2017-2021 | 115      | 3     |
| Sevilla F. C.              | España     | 2021-2022 | 27       | 0     |
| Aston Villa F. C. (cedido) | Inglaterra | 2022-2023 | 5        | 0     |
| R. C. D. Mallorca (cedido) | España     | 2023      | 4        | 0     |
| R. S. C. Anderlecht        | Bélgica    | 2023-     | 68       | 3     |

## Palmarés

### Campeonatos nacionales
| Título                 | Club             | País      | Año  |
| ---------------------- | ---------------- | --------- | ---- |
| Copa de Suecia         | IFK Göteborg     | Suecia    | 2013 |
| Copa de Dinamarca      | F. C. Copenhague | Dinamarca | 2015 |
| Copa de Dinamarca      | F. C. Copenhague | Dinamarca | 2016 |
| Superliga de Dinamarca | F. C. Copenhague | Dinamarca | 2016 |
| Superliga de Dinamarca | F. C. Copenhague | Dinamarca | 2017 |
| Copa de Dinamarca      | F. C. Copenhague | Dinamarca | 2017 |

### Campeonatos internacionales
| Título          | Club (*)      | País            | Año  |
| --------------- | ------------- | --------------- | ---- |
| Eurocopa sub-21 | Suecia sub-21 | República Checa | 2015 |

(*) Incluyendo la selección.

### Distinciones individuales
| Distinción                                  | Año  |
| ------------------------------------------- | ---- |
| MVP contra México en la Copa Mundial Rusia. | 2018 |